# Anisopus heteroscela
Anisopus heteroscela är en havsspindelart som först beskrevs av Child, C.A. och M. Ségonzac 1996.  Anisopus heteroscela ingår i släktet Anisopus och familjen Ammotheidae. Inga underarter finns listade i Catalogue of Life.